# بنجامين وودز
بنجامين وودز (بالإنجليزية: Benjamin Woods)‏ هو ضابط شرطة نيوزيلندي، ولد في 1787، وتوفي في 1867.